# تشنغتشونغ (مقاطعة)

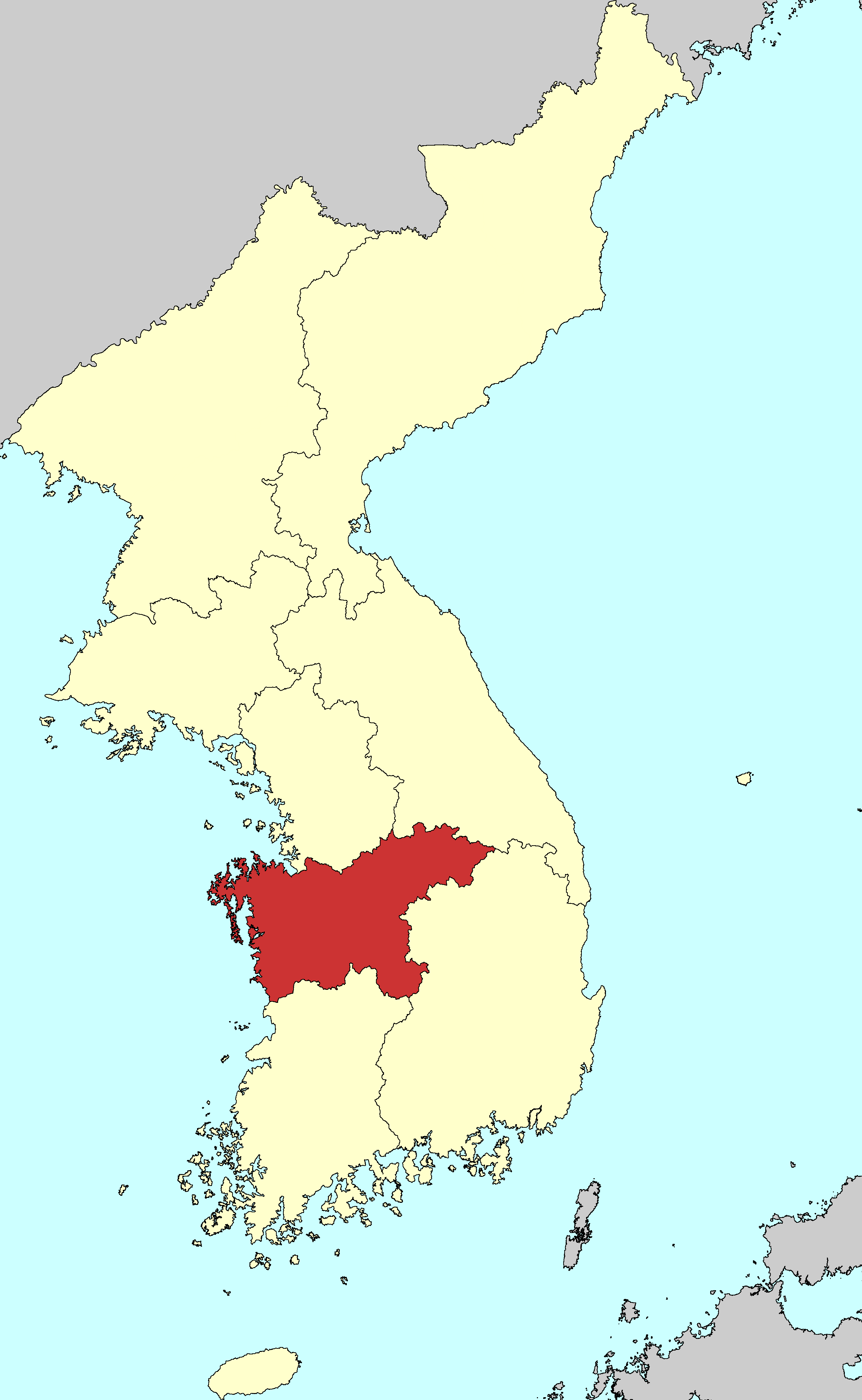
تشنغتشونغ (مقاطعة)

مقاطعة تشنغتشونغ (بالهانغل: 충청도، وبالهانجا: 忠清道) هي إحدى مقاطعات جوسون الثمانية والتي شكلت التقسيم الإداري في عهد مملكة جوسون منذ تشكيلها في عهد غوريو في سنة 1356 وحتى 1895. عاصمة المقاطعة هي مدينة غونغجو.